# Sinkangwa
Sinkangwa är ett vattendrag i Burundi.   Det ligger i provinsen Ruyigi, i den centrala delen av landet, 110 kilometer öster om huvudstaden Bujumbura.
I omgivningarna runt Sinkangwa växer huvudsakligen savannskog. Runt Sinkangwa är det ganska tätbefolkat, med 108 invånare per kvadratkilometer.